# Herbert Becker (Politiker, 1937)
Herbert Becker (* 4. Januar 1937 in Mörfelden-Walldorf) war ab 1964 als SPD-Parteimitglied Bürgermeister der kleinen Gemeinde Zeppelinheim der damals jüngste Bürgermeister der Bundesrepublik. Im Jahr 1972 wurde er vom damaligen Bürgermeister Ludwig Arnoul als Erster Stadtrat nach Neu-Isenburg geholt, das 1977 die Kleingemeinde Zeppelinheim eingliederte, damals nach Rüsselsheim und Eschborn die reichste Gemeinde Hessens. Zeitgleich war er von 1969 bis 1978 Vorsitzender der Fluglärmkommission bzw. deren Vorgängerinstitution.
Erich Becker, der langjährige Vorstandsvorsitzende der Frankfurter Flughafengesellschaft ernannte ihn im Jahr 1978 zum Vorstandsbeauftragten der Fraport AG für externe Kontakte mit Zuständigkeit u. a. für das Fluglärmmanagement. Bis zu seiner Pensionierung im Jahr 2004 war er an dieser Stelle für die Fraport zuständig. Zu seinen beruflichen Erfolgen zählte u. a. die politische Befürwortung und Genehmigung des Baues der so genannten Startbahn West und der neuen vierten Startbahn.
Früh war er Fußballbegeisterter und spielte in der Kreisklasse des TuS Zeppelinheim. Seit 1996 ist er Mitglied von Eintracht Frankfurt. 
Der Verein Eintracht Frankfurt e. V. gründete derweil eine Tochtergesellschaft, die Eintracht Frankfurt Fußball AG, die zunächst 49,9 Prozent ihrer Aktien an die Octagon für 49,9 Millionen DM abgab, die später durch aufgelaufene Verluste als Vermögenswert verschwand. Von 2001 bis 2003 war Volker Sparmann, Geschäftsführer des RMV, Vorsitzender des Aufsichtsrates dieser AG. Ihm folgte für kurze Zeit Jürgen Neppe, der wiederum noch im Jahr 2003 durch Herbert Becker, Vertreter des Hauptsponsors Fraport abgelöst wurde. Bis zum 30. Juni 2010 haben ihn die Gesellschafter der Eintracht Frankfurt Fußball AG, der Eintracht Frankfurt e.V. und die Freunde der Eintracht GmbH in einer ordentlichen Hauptversammlung der Eintracht Frankfurt Fußball AG zum erneuten Aufsichtsratsvorsitzenden gewählt.
In dieser Funktion holte er im Jahr 2003 Heribert Bruchhagen als Vorstandsvorsitzenden der Eintracht Frankfurt Fußball AG, der diese Funktion ab 1. Dezember 2003 wahrnimmt.